# Smart (automóvil)
MCC Smart (abreviatura de Micro Compact Car Swatch Mercedes Art) es una marca de la industria automotriz creada por una  de la asociación entre Swatch y Mercedes-Benz. Smart se fundó para producir automóviles enfocados al uso urbano. La marca Smart es parte de Mercedes-Benz Group, inicialmente bajo el nombre de Micro Compact Car GmbH y posteriormente con el nombre de Smart GmbH.
A lo largo de su historia Smart ha tenido cuatro modelos en producción: El city-coupé o fortwo, el forfour, el roadster y el roadster-coupé. Sin embargo, ha sido su primer modelo, el city-coupé o fortwo, el más emblemático, el primero en producirse y el único en producción hasta la reciente introducción del ForFour segunda generación en 2015. Pensando introducir nuevos modelos, Smart ha hecho su aparición en diferentes salones automovilísticos y ha presentado prototipos y ha sondeado el mercado de cara a la creación de los nuevos modelos. Presentó en el Salón de París de 2010 un prototipo de scooter eléctrico y en el Salón de Ginebra de 2011 el prototipo Forspeed. La tercera generación del Smart Fortwo se lanzó al mercado en noviembre de 2014, compartiendo plataforma y planta de producción con el Renault Twingo, mientras el Smart Forfour iba por su segunda generación.

## Gama de modelos

### Modelos primitivos

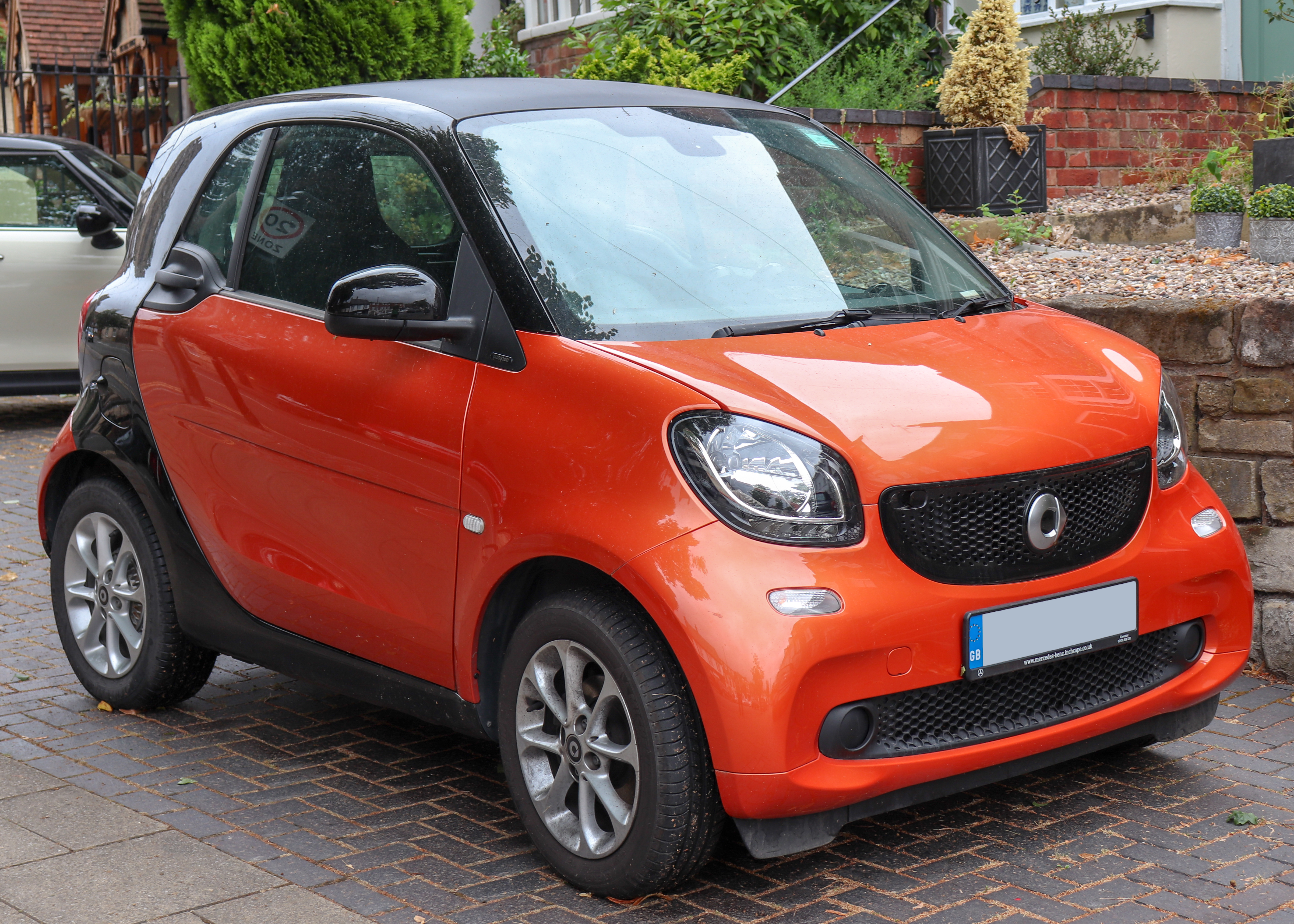
Smart Fortwo Passion Automatic 1.0 de 2016

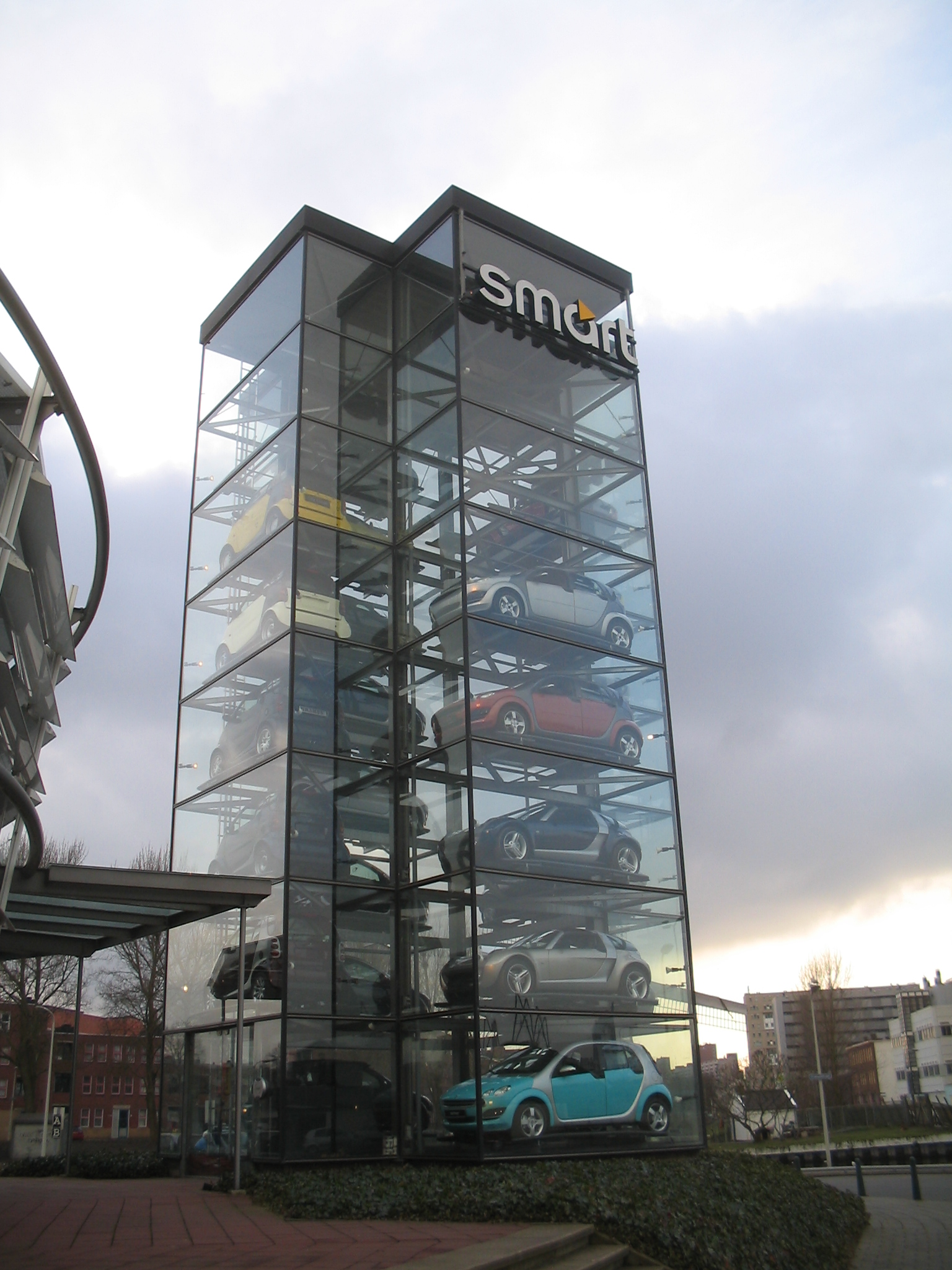
Smart Center en La Haya

- 2003-2005, Smart Roadster: Automóvil deportivo biplaza con carrocería descapotable tipo targa (con parte de la carrocería formando una barra antivuelco y techo rígido desmontable). Comparte la estructura básica del Fortwo, aunque con la misma posición trasera del motor. Este modelo dejó de producirse en 2006, aunque DaimlerChrysler anunció que había vendido las herramientas del modelo a una compañía inglesa para que esta continuara con la producción bajo marca propia. También se produjo el Smart Roadster, que se diferencia del Roadster por un módulo de cristal sobre la zona del motor, a modo de extensión del techo. Sufrió la misma suerte del Forfour y del Roadster.
- 2004-2006, Smart Forfour: automóvil de turismo del segmento A. Se desarrolló en conjunto con el Mitsubishi Colt y se fabricó en Holanda. Durante el primer trimestre de 2006 se hizo oficial la cancelación de la producción de este modelo debido a la baja rentabilidad de la marca Smart.

### Modelos en venta
- 2022-actualidad, Smart #1
- 2023-actualidad, Smart #3
- 2024-actualidad, Smart #5

### Modelos anteriores
- 1998-2024, Smart Fortwo:[5] microcoche biplaza disponible en versiones coupé y descapotable; durante un tiempo el Crossblade, una versión sin techo y con puertas huecas. Los paneles de su carrocería son desmontables, por lo cual se puede cambiar el color de la carrocería en minutos.
- Noviembre de 2014-2021, Forfour de segunda generación:[5] versión renovada del Smart ForFour de primera generación (2004-2006). Basado en la plataforma del Renault Twingo, cuenta con motorización y tracción trasera por un motor turbo de tres cilindros, a partir de noviembre de 2014 ya que en 2006 fue clausurado por las bajas ventas.

### Modelos futuros (oficialmente anunciados)
- Smart Electric Drive: versión eléctrica del Smart Fortwo, que emplea baterías directamente recargables mediante un enchufe estándar, a la red eléctrica. Su autonomía esperada está entre los 60 y 70 km y se espera su puesta a la venta una vez finalice la experiencia piloto. El Smart ED salió a la venta en la Unión Europea el 1 de julio de 2010.[6]
- Smart-for-us, mostrado en el Salón del Automóvil Internacional de Norteamérica, en enero de 2012 e inspirado en el concepto Forvision presentado en Fráncfort, con dimensiones similares a las del Fiat 500 (2007). Cuenta con un motor eléctrico con 55 kW (75 CV; 74 HP) y de baterías de iones de litio de 17,6 kWh (63 MJ), consigue una velocidad máxima de 120 km/h (75 mph) y tiene una autonomía de 140 km (87 millas).[7]

### Prototipos
- Smart Scooter eléctrico: prototipo de scooter eléctrico presentado en el Salón del Automóvil de París de 2010.[3]
- Smart Forspeed: prototipo de coche biplaza presentado en el Salón del Automóvil de Ginebra de 2011.
- Smart ForVision: prototipo de coche biplaza presentado en el Salón del Automóvil de Fráncfort de 2011.
- Smart Forstarts: prototipo Smart eléctrico con proyector de cine integrado en el capó. Se presentará de forma oficial en el Salón del Automóvil de París de 2012.[8]

Anticipándose al boom de los SUV, Smart preparó sobre 2003 el lanzamiento de un SUV deriado del Forfour. Finalmente la matriz Daimler-Benz suspendió el proyecto suspuestamente porque la inversión que requería ese lanzamiento se iba a destinar a la creación de la nueva serie de Mercedes-Benz GLK. Algunos prototipos camuflados se fotografiaron en 2003.[cita requerida]